# Unifac
Unifac vzw, voluit de Studentenvereniging van de Universitaire Faculteiten Stadscampus Antwerpen, opgericht in 1967, is de overkoepelende studentenvereniging aan de Stadscampus van de Universiteit Antwerpen. Unifac baseert zich op vier fundamentele pijlers om het studentenleven van elke student in Antwerpen zo aangenaam mogelijk te maken: informeren, coördineren, organiseren en vertegenwoordigen.
Unifac geniet door zijn centrale ligging, zowel in de studentenbuurt als in het centrum van Antwerpen, een optimale positie. Dit garandeert een vlotte en directe wisselwerking met de studenten, maar ook andere actoren rondom het studentenleven.
De Universiteit Antwerpen staat bekend als de snelst groeiende universiteit in België en een van de snelst groeiende universiteiten ter wereld. Door de integratie van academische hogeschoolopleidingen beschikt de Universiteit Antwerpen over een enorm gevarieerd aanbod aan studierichtingen en faciliteert zij naar schatting meer dan 20.000 studenten. Om alle studenten te kunnen vertegenwoordigen, zetelt Unifac dan ook in de studentenraad van de Universiteit Antwerpen, de Associatie Universiteit & Hogescholen Antwerpen (AUHA), Antwerps Studentenoverleg (ASO) etc.
Daarnaast organiseert Unifac zelf een reeks evenementen doorheen het academiejaar die garanderen dat ze de voeling met het studentenleven niet verliezen én overkoepelt zij bovendien 20 andere studentenclubs. De organisatie van Unifac bestaat uit gemotiveerde studenten, elk met een eigen (studie)achtergrond en inzichten aan de Universiteit Antwerpen, die zich inzetten voor het Antwerpse universitaire studentenleven in al haar facetten. Dit omvat zowel het academische als het sociale en culturele welzijn van de UAntwerpen student. Naast de ligging en evenementen, maakt Unifac ook gebruik van verschillende communicatiebronnen zoals sociale media, de website etc. om de studenten aan de Universiteit Antwerpen te informeren over alles wat er beweegt.

## Coördineren van studentenclubs van de Stadscampus
Als overkoepelende studentenvereniging is het de taak van Unifac om de samenwerking tussen de verschillende studentenclubs te coördineren. De voornaamste uitdaging bestaat erin om de informatiedoorstroom tussen de clubs onderling te verzekeren, en tussen de verenigingen en andere actoren. Het is aan de overkoepelende vereniging om de belangen van de studentenclubs te verdedigen bij de Universiteit Antwerpen en de Stad Antwerpen, en om eventuele problemen aan te kaarten. Zo vindt er maandelijks een overleg plaats met de kringraad, een vergadering waarin de voorzitters en vice-voorzitters van elke andere club zetelen, om zo op een vlotte manier de werking van het studentenleven in stand te houden.

### Faculteitsclubs
- MODULOR - Faculteit Ontwerpwetenschappen
- PSW - Faculteit Sociale Wetenschappen
- Sofia - Faculteit Rechten
- Wikings-NSK - Faculteit Bedrijfswetenschappen en Economie

### Departementsclubs
- Klio - Faculteit Letteren en Wijsbegeerte, Departement Geschiedenis
- Lingua - Faculteit Letteren en Wijsbegeerte, Departementen Taal- en Letterkunde en Wijsbegeerte
- Translatio - Faculteit Letteren en Wijsbegeerte, Departement Toegepaste Taalkunde

### Studiegerelateerde clubs
- Capitant - Studentenorganisatie voor Finance
- ELSA - European Law Student Association
- IMBIT - Faculteit Bedrijfswetenschappen en Economie, Richting Handelsingenieur in de Beleidsinformatica
- Socio Economica - Faculteiten FBE & PSW, Richting Sociaal Economische Wetenschappen

### Internationale clubs
- AIESEC UA (Association Internationale des Etudiants en Sciences Economiques et Commerciales UA) - Iedereen
- ESN (Erasmus Students Network) - Erasmusstudenten
- AntwerpMUN (Model United Nations)

### Regionale clubs
- Nordkempus - Regio (Noorder)Kempen

### Sportclubs
- UA Sportraad - Sport

### Andere clubs
- Abundantia - Duveldrinkers
- Conservatio - Kunst en erfgoed
- De Chips - Kotstudenten
- Prisma - Solidariteit

### Ex-Kringraadclubs
- Andoverpia - Provincie Antwerpen
- De Flamingo's - Holebistudenten
- EKA - Europese Kring Antwerpen
- TTT (Thales-Thucydides-Tacitus) - Richtingen Filosofie, Geschiedenis en Klassieke Filologie aan het Ufsia (omgevormd in 2000 tot Klio)
- Skald - Richting Germaanse filologie aan het Ufsia (fusioneerde in 2004 met Mistral tot Lingua)
- Mistral - Richting Romaanse filologie aan het Ufsia (fusioneerde in 2004 met Skald tot Lingua)
- PTP - Praesidium Ten Prinsenhove
- De Rodenbach - Regio Roeselare & Rodenbachdrinkers
- Vader Vagantse - Vrouwelijke studenten
- Westkanters - Provincie West-Vlaanderen
- Bokkerijders - Provincie Limburg
- Westlandia - Provincie West-Vlaanderen (enkel mannelijke studenten)
- Klauwaerts - Provincies Oost-Vlaanderen en Vlaams-Brabant
- Wikingia - Richtingen Toegepaste Economische Wetenschappen aan het Ufsia (nu: Wikings-NSK)
- NSK (Nederlandse Studentenkring) - Richtingen Toegepaste Economische Wetenschappen aan het RUCA (nu: Wikings-NSK)
- Hermes - Richting Handelswetenschappen aan de faculteit TEW en Handelswetenschappen van het UFSIA

## Organiseren van Evenementen

### Verkenningsdagen
Een tiendaagse in de Hoge Rielen waar eerstejaars studenten kennis kunnen maken met studiegenoten en de richting door middel van infosessies van zowel academisch personeel als ervaren studenten. Unifac organiseert hier verschillende activiteiten en ook een infomoment om eerstejaars nog beter kennis te laten maken met het studentenleven.

### Students on Stage
Het begin van het academiejaar wordt al verscheidene jaren ingezet met een bruisend festival waar de verschillende studentenclubs van de kringraad de kans krijgen om zichzelf voor te stellen aan de Antwerpse student. Sinds 2015 vindt dit festival plaats op het Sint-Jansplein in Antwerpen. In 2017 werd de kaap van 10.000 bezoekers bereikt.

### Unifacs Grote Verwarringsquiz
Een quiz die gekenmerkt wordt door een grote opkomst en redelijk unieke prijzen in het studentenrestaurant van Universiteit Antwerpen, stadscampus.

### Kerst op UAntwerpen
Vlak voor de kerstvakantie, traditiegetrouw voor de studenten de start van de blokperiode, organiseert Unifac een laatste gezellig samenzijn op de universiteit voor zowel studenten als academisch personeel. De studentenverenigingen onder de koepel, stellen hun eigen kraampje op en bieden traditionele kerstlekkernijen aan studentvriendelijke prijzen aan. Hier wordt ook geld ingezameld voor het goede doel, zo werd in 2019 zo'n €8.604,37 voor PUNT. vzw verzameld.

### Reis
In de lesvrije week organiseert Unifac naar goede gewoonte een cultuurreis voor de UAntwerpen student. Het motto is hierbij om toch elke student een betaalbare vakantie te kunnen aanbieden.

### Galabal van de Universiteit Antwerpen
Jaarlijks organiseert Unifac het Galabal van de Universiteit Antwerpen samen met ASK-Stuwer (de overkoepelende studentenvereniging van de buitencampus) en de Studentenraad Universiteit Antwerpen. Naast studenten ontvangt het academisch personeel ook een uitnodiging voor het galabal.

### Calamartes
Calamartes draait om cultuur: een week lang organiseren de verschillende studentenverenigingen uiteenlopende culturele activiteiten, die gaan van een comedy-night, over een interactieve improvisatie-avond, tot een heus concert. Dit cultuurfestival is een unicum in het Vlaamse studentenleven, dat in samenwerking met Universiteit van Antwerpen door Unifac zelf uit de grond is gestampt. Het kloppend hart van dit cultuurfestival vindt plaats op het Hof van Liere in een unieke spiegeltent. Verder wordt met Calamartes ook de brug met de buurt geslagen, zo vinden er ook talrijke activiteiten plaats voor de buurt.

### Kiesweek
Net voor de paasvakantie vindt de kiesweek plaats. De faculteitsclubs stellen hun opkomende bestuur voor het volgend academiejaar aan de studenten van hun faculteit voor en proberen hun stemmen te ronselen. Ook Unifac stelt tijdens deze week haar nieuwe voorzitter voor, die eveneens verkozen moet worden door de Antwerpse student. Het feestelijk gebeuren begint op maandag en kent zijn hoogtepunt op woensdag op het Theaterplein. Op donderdag vinden de verkiezingen plaats voor de opkomende praesidia.

### 10 Miles
Gedurende de 10 Miles van Antwerpen vertegenwoordigt Unifac de Universiteit Antwerpen door aanwezig te zijn met een stand langs het parcours. In het voorbereidend werk ondersteunen wij ook de opbouw en inkleding van de stand, dit in samenwerking met de Universiteit Antwerpen.

## Bekende alumni
- Chris Morel - Internationale zakenman
- Johan Van Hecke - Vlaams politicus (voorzitter 1975-1976)
- Hans Suijkerbuijk - COO Wolters Kluwer (voorzitter 1985-1986)
- Jan Vereecke - Oprichter Night of the Proms
- Jan Van Esbroeck - Oprichter Night of the Proms (voorzitter 1983-1984)
- Orry Van de Wauwer - Vlaams parlementslid voor CD&V
- Hans Maes - Politicus voor Open VLD

## Ereleden
- Carl Reyns (Rector Ufsia 1995-2003)
- Johan Vanhoutte (Peter)
- Herman Van Goethem (Rector Universiteit Antwerpen 2016-2024)